# Oh No
Oh No es una canción de la banda de rock británica Bring Me the Horizon. Fue producida por el teclista Jordan Fish y el vocalista Oliver Sykes, apareció en el quinto álbum de estudio That's the Spirit. La canción alcanzó el número 166 en UK Singles Chart y el número diez en UK Rock & Metal Singles and Albums Charts. Más tarde fue lanzado como el séptimo y último sencillo del álbum el 18 de noviembre de 2016.

## Lanzamiento y promoción
"Oh No" no se interpretó en vivo hasta el 22 de abril de 2016, cuando recibió su debut en vivo (junto con el sencillo anterior "Avalanche") en la actuación histórica de la banda en el Royal Albert Hall con la Parallax Orchestra, que se grabó para el Live de diciembre en el lanzamiento del Live at the Royal Albert Hall. Desde este show, la canción ha hecho varias apariciones en las listas de canciones en vivo de la banda. "Oh No" fue lanzado como el séptimo sencillo de That's the Spirit el 18 de noviembre de 2016.

## Composición y letras
"Oh No" ha sido descrito como una de las pistas "más suaves" de That's the Spirit en las críticas del álbum. En un prelanzamiento pista por pista del álbum, el escritor de Rock Sound Andy Biddulph señaló que la canción presenta al vocalista Oliver Sykes "cantando con tristeza... mientras la banda a su alrededor construye un coro exuberante y texturizado", y agregó que "Casi no hay guitarra aquí, pero la batería de alto tempo, la electrónica y el tema contundente hacen que esta banda suene más pesada que nunca". El escritor de The Guardian, Lanre Bakare, clasificó la canción como "más dance que nu metal", y señaló que también presenta un "colapso de trance". La sección en cuestión aparece cerca del final de la canción y se caracteriza por la presencia de una sección de metales con un solo de saxofón en la parte superior. Bradley Zorgdrager de Exclaim! comparó el estilo de la pista con el trabajo de "Fall Out Boy posterior a la reunión". Tras el lanzamiento del video musical de la canción, "Oh No" fue apodado como pop rock por Ultimate Guitar Archive.

## Video musical
El video musical de "Oh No" fue dirigido por Isaac Eastgate y publicado en el sitio web de Rolling Stone el 3 de noviembre de 2016. El video muestra una situación de rehenes en desarrollo, intercalada con imágenes de un estudio de grabación y, más tarde, una "extraña arcilla como un bebé "tocando la trompeta. Hablando sobre el video, Sykes señaló que "Este es el primer video del que he dado un paso atrás en lo creativo y dejo que el director tome el control total", y agregó que si bien inicialmente estaba "aprensivo" sobre la idea detrás del video, encontró que tenía "un buen equilibrio de humor y significado" y lo elogió por dejar al espectador "con muchas preguntas".
En agosto de 2021, la canción tiene 23 millones de visitas en YouTube.

## Posicionamiento en lista
| Lista (2015–16)                   | Posición |
| --------------------------------- | -------- |
| Bélgica (Flandes) (Ultratop 50)   | 43       |
| Mexico Ingles Airplay (Billboard) | 32       |
| UK Singles (OCC)                  | 166      |
| UK Rock & Metal Singles (OCC)     | 10       |